# Boraja (Šibenik)
Boraja (olaszul: Borraia) falu Horvátországban Šibenik-Knin megyében. Közigazgatásilag Šibenikhez tartozik.

## Fekvése
Šibeniktől légvonalban 19, közúton 21 km-re délkeletre, Dalmácia középső részén, a keleti megyehatár közelében fekszik. Rajta halad át a Šibeniket Trogirral összekötő 56-os számú főút.

## Története
Területe már az ókorban lakott volt. Ezt bizonyítja a határában a Gradina, Gradina Police és Gradina Grečica nevű helyeken található régészeti lelőhely, ahol ókori erődített települések maradványai kerültek elő. A környék falvaival együtt a 16. század közepén foglalta el a török és a 17. század végéig uralma alatt maradt. A török kiűzése után velencei uralom következett. 1797-ben a Velencei Köztársaság megszűnésével a Habsburg Birodalom része lett. 1806-ban Napóleon csapatai foglalták el és 1813-ig francia uralom alatt állt. Napóleon bukása után ismét Habsburg uralom következett, mely az első világháború végéig tartott. A falunak 1857-ben 655, 1910-ben 477 lakosa volt. Az első világháború után rövid ideig az Olasz Királyság, ezután a Szerb-Horvát-Szlovén Királyság, majd Jugoszlávia része lett. Plébániáját 1934-ben alapították, plébániatemplomát 1937-ben építették. Korábban évszázadokig a ljubitovicai plébániához tartozott. Lakossága mezőgazdaságból, szőlőtermesztésből élt. A délszláv háború során a település mindvégig horvát kézen volt. 2011-ben 249 lakosa volt.

## Lakosság
| Lakosság változása | Lakosság változása | Lakosság változása | Lakosság változása | Lakosság változása | Lakosság változása | Lakosság változása | Lakosság változása | Lakosság változása | Lakosság változása | Lakosság változása | Lakosság változása | Lakosság változása | Lakosság változása | Lakosság változása | Lakosság változása |
| ------------------ | ------------------ | ------------------ | ------------------ | ------------------ | ------------------ | ------------------ | ------------------ | ------------------ | ------------------ | ------------------ | ------------------ | ------------------ | ------------------ | ------------------ | ------------------ |
| 1857               | 1869               | 1880               | 1890               | 1900               | 1910               | 1921               | 1931               | 1948               | 1953               | 1961               | 1971               | 1981               | 1991               | 2001               | 2011               |
| 655                | 633                | 309                | 361                | 373                | 477                | 325                | 457                | 466                | 574                | 548                | 549                | 403                | 293                | 247                | 249                |

## Nevezetességei
A Rózsafüzér királynője tiszteletére szentelt római katolikus plébániatemploma 1937-ben épült. Felszentelését 2015. június 27-én végezte Ante Ivas šibeniki püspök.